# 冰帆

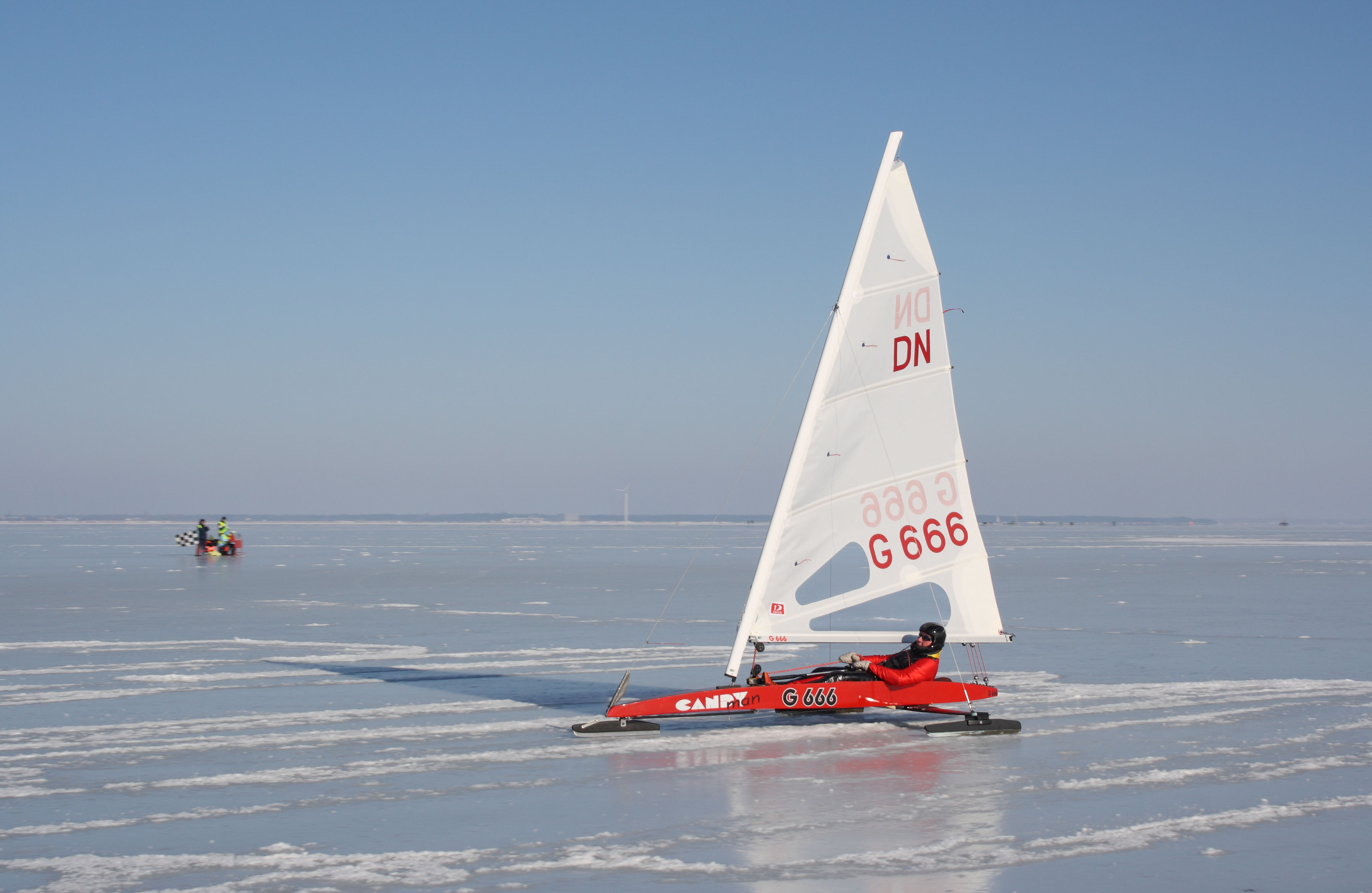
2011年DN级欧洲锦标赛

冰帆是一种冰上运动项目，冰船在冰上航行和比赛。冰帆运动场地在冰上，而且冰地面积要求比较大。这项运动在奥地利、德国、英国、波兰、挪威和瑞典有一定程度开展，在荷兰和芬兰湾很受欢迎，但在美国和加拿大发展最好。荷兰冰帆是平底的船，放置在一个约3英尺宽， 16英尺长的板上，板上安装了四个滑行装置，分别是船头、船尾和铺板两端。舵杆是固定在舵柄的第五个滑行装置。一般都采用重型的帆，设计时更注重安全而不是速度。芬兰湾的冰帆是一个V形的框架，从船头到船尾安装了重板滑行装置。通过舵柄转向。帆很大，安装在桅杆上。

## 等级
按照船帆面积大小，比赛用冰帆船分为五等
- A等：350平方英尺（32.5平方米）及以上
- B等：200平方英尺（18.6平方米）
- C等：175平方英尺（16.3平方米）
- D等：125平方英尺（11.6平方米）
- E等：75平方英尺（7平方米）
- DN等：该等级由长12英尺（3.7米）、带有60－80平英英尺（5.6－7.4平方米)造价便宜的帆船组成。